# Shōnan

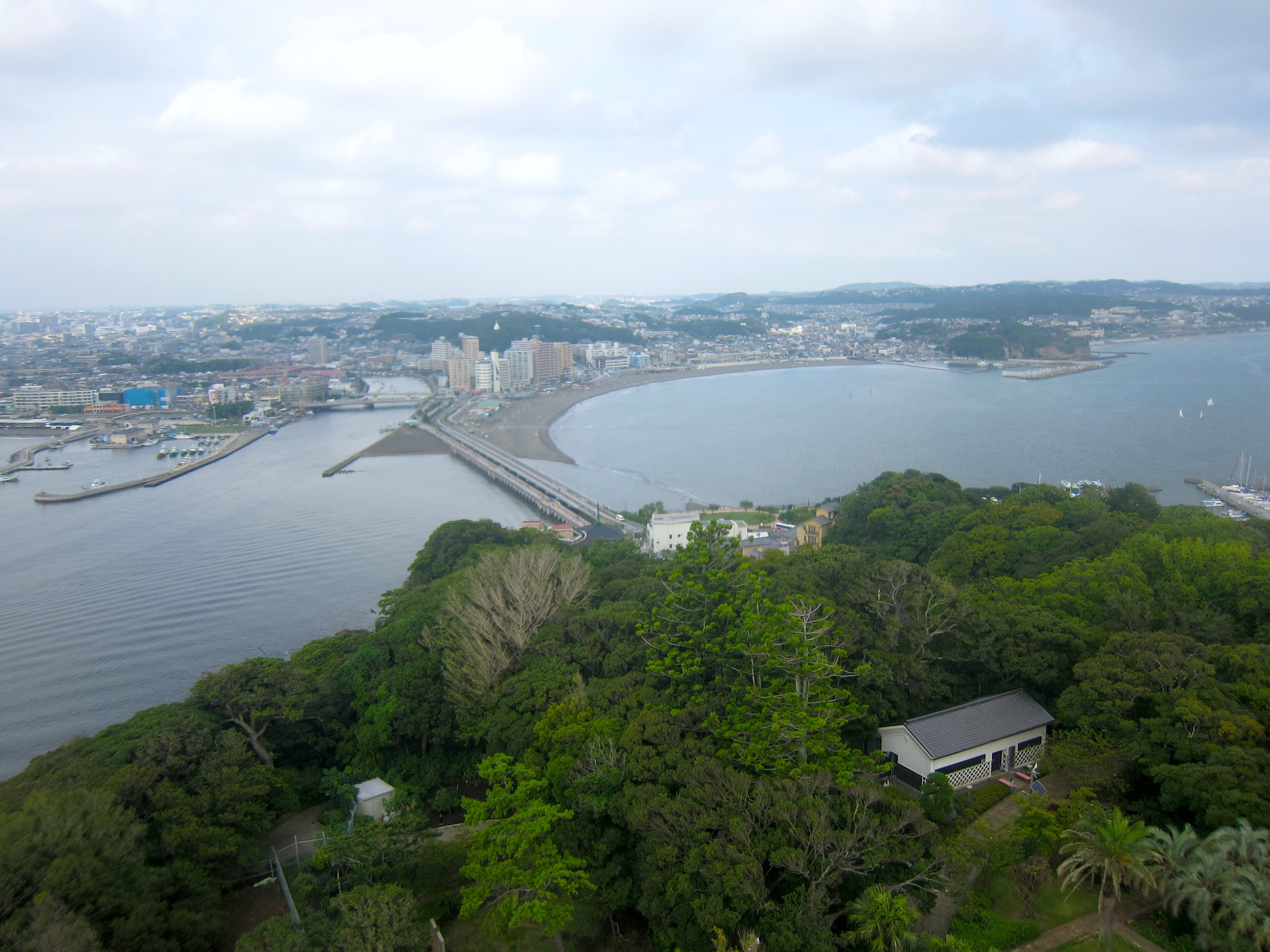
Vista dal faro di Enoshima

Shōnan (湘南) è una regione situata lungo la costa della baia di Sagami, facente parte della prefettura di Kanagawa nell'area del Giappone centrale. La regione dello Shōnan si estende da Ōiso a ovest fino ad Hayama a est, includendo le città di Kamakura, Hiratsuka e Fujisawa ed è centrata sull'isola di Enoshima che si trova a circa 50 chilometri a sud-ovest di Tokyo. A causa della baia, la regione gode di un clima mite e di lunghe spiagge ricoperte di sabbia vulcanica scura.
È celebre per essere l'ambientazione di molte delle opere del mangaka Tōru Fujisawa, come Shonan junai gumi - La banda dell'amore puro di Shonan e le opere ad esso collegate come Bad Company e GTO: Shonan 14 Days. Sono ambientate a Shōnan, tra gli altri, anche Ping Pong e Slam Dunk.
| Controllo di autorità | NDL (EN, JA) 00637283 |